# Porto di Tallinn
Il porto di Tallinn (in estone Tallinna Sadam) costituisce la maggiore autorità portuaria e marittima dell'Estonia. Si tratta di un porto che gestisce la propria attività sia nel campo del traffico dei passeggeri, sia in quello mercantile (dei cargo).

## Attività portuali
È una delle maggiori attività portuarie del mar Baltico, dal 1991 tornata all'antico vivace traffico marittimo con il restauro dell'indipendenza estone, dopo che negli anni di occupazione sovietica fu utilizzato prevalentemente dalle forze militari sovietiche, le quali negarono alla popolazione estone, con divieti ed interdizioni sia l'utilizzo, finanche il solo avvicinamento ad ogni struttura costiera, per timore di esodi verso l'occidente.

## Gestione del porto
Attualmente la gestione del porto di Tallinn è affidata ad una compagnia statale estone che dirige cinque porti estoni (due dei quali sono a Tallinn):
- il porto passeggeri della Città Vecchia (in estone: Vanasadam) - il principale porto passeggeri dell'Estonia, situato in posizione centrale nel distretto di Kesklinn (Tallinn). Uno dei porti passeggeri con maggiore affluenza del Mar Baltico;
- il porto di Muuga - il maggior porto mercantile cargo dell'Estonia, situato a Maardu, a circa 13 km nord-est del centro di Tallinn;
- il porto di Paljassaare, un modesto porto mercantile cargo a pochi km, in direzione nord-ovest rispetto al centro di Tallinn;
- il porto Sud di Paldiski, un porto mercantile cargo nei pressi di Paldiski, circa 40 km ad ovest di Tallinn;
- il porto di Saaremaa, un porto passeggeri sull'isola di Saaremaa, a Ninase.[1]